# Panulirus japonicus
Panulirus japonicus (von Siebold, 1824) è un crostaceo decapode appartenente alla famiglia Palinuridae. È uno dei simboli della Prefettura di Mie. In Giappone è noto come イセエビ (Ise-ebi?).

## Distribuzione e habitat
È diffuso lungo le coste rocciose di Taiwan, Isole Ryukyu, Giappone (Nagasaki, locus typicus) e Cina, dove vive fino a 15 m di profondità.

## Descrizione
Questo crostaceo dalla colorazione rossa scura misura mediamente intorno ai 25 cm, anche se può occasionalmente raggiungere i 30. Può presentare aree tendenti al giallo sui pereiopodi.

## Pesca
Presente nei mercati ittici, sia congelato che fresco, prevalentemente in Giappone. Viene pescato anche in Cina, Corea del Sud e Taiwan.